# Rio Dumicuş
O Rio Dumicuş é um rio da Romênia, afluente do Dragomirna, localizado no distrito de Vrancea.